# Puertollano
Puertollano é um município da Espanha na província de Cidade Real, comunidade autónoma de Castela-Mancha. Tem 226,7 km² de área e em 2021 tinha 46 036 habitantes (densidade: 203,1 hab./km²).

## Demografia
| Variação demográfica do município entre 1991 e 2004 [carece de fontes?] | Variação demográfica do município entre 1991 e 2004 [carece de fontes?] | Variação demográfica do município entre 1991 e 2004 [carece de fontes?] | Variação demográfica do município entre 1991 e 2004 [carece de fontes?] |
| ----------------------------------------------------------------------- | ----------------------------------------------------------------------- | ----------------------------------------------------------------------- | ----------------------------------------------------------------------- |
| 1991                                                                    | 1996                                                                    | 2001                                                                    | 2004                                                                    |
| 50                                                                      | 50772                                                                   | 48086                                                                   | 49775                                                                   |